# Giovanni Angelo Becciu
Giovanni Angelo Becciu (Pattada, 2 de junho de 1948) é um cardeal da Igreja Católica Romana, arcebispo desde 2001. Ocupou várias funções no serviço diplomático da Santa sé, entre 1984 e 2011, incluindo núncio apostólico para Angola e Cuba. O Papa Bento XVI nomeou-o Substituto para os Assuntos Gerais da Secretaria de Estado, em 10 de maio de 2011, uma posição-chave na Cúria Romana, na qual preencheu uma função para o papa como chefe de gabinete.
Em Julho de 2021, um juiz do Vaticano ordenou que Becciu e outros nove fossem julgados sob a acusação de  peculato,  abuso de poder  e  suborno.  As acusações estão relacionadas a um investimento em imóveis em Londres. Becciu disse que era inocente e "vítima de uma conspiração".   O julgamento de Becciu é o primeiro julgamento criminal de um cardeal num tribunal do Vaticano.
Em dezembro de 2023 foi condenado a cinco anos e meio de prisão efetiva.

## Primeiros anos
Nasceu em 1948, na Pattada (Sassari), Sardenha, Itália. Depois de completar seus estudos de filosofia e teologia, foi ordenado sacerdote em 27 de agosto de 1972. Participou da Pontifícia Academia Eclesiástica, onde obteve um doutoramento em direito canônico.

## No serviço diplomático
Entrou para o serviço diplomático da Santa sé em 1 de maio de 1984. Trabalhou nas Representações Pontifícias da República Centro-Africana, Sudão, Nova Zelândia, Libéria, Reino Unido, França e Estados Unidos. É fluente em francês, inglês, espanhol e português.
Em 15 de outubro de 2001, o Papa João Paulo II nomeou-o núncio apostólico para Angola, ao mesmo tempo, como era costume, elevando-o como Arcebispo Titular de Rusellae. Em 15 de novembro do mesmo ano, foi nomeado Núncio Apostólico para São Tomé e Príncipe. Recebeu a consagração episcopal em 1 de dezembro de 2001, do Cardeal Angelo Sodano, com o Arcebispo Paolo Romeo, um diplomata do Vaticano, e o Bispo Sebastiano Sanguinetti da sua diocese nativa, na Sardenha. Enquanto Núncio para Angola, antes da chegada do Papa Bento XVI em 2009, defendeu o papa, a rejeição do preservativo como um meio de evitar a propagação da SIDA. Ele disse: "É muito fácil e é muito barato dizer a solução de AIDS é o preservativo, você não tem a solução assim.... Então, o que o Papa está dizendo é que temos de superar isso, porque a SIDA significa que há uma falta de compreensão do conceito de amor verdadeiro entre homens e mulheres... Por isso, muitas vezes não estamos com o mesmo pensamento, como as NGOs." Como saiu de Angola para a sua próxima missão, denunciou a popular crença na bruxaria, que levou crianças a serem acusadas como feiticeiros e abusadas: "as acusações são uma prática frequente no continente africano e que têm de ser eliminada".
Em 23 de julho de 2009, o Papa Bento XVI nomeou-o Núncio Apostólico em Cuba. O Presidente Cubano, Raúl Castro, elogiou seu trabalho em prol da melhoria das relações entre Cuba e a Santa sé. Em janeiro de 2015, depois de Cuba e os Estados Unidos anunciaram esforços mútuos para melhorar seu relacionamento, apoiou um fim ao embargo dos EUA, citando "o direito dos povos não deve ser privado do diário económico e social de subsistência". Acreditou no degelo das relações do Papa Francisco, "o verdadeiro protagonista, silencioso, mas eficaz". Disse esperar que o governo cubano introduza um sistema económico menos centralizado e comentou: "Haverá contradições, mas ele estará nas suas capacidades máximas para resolvê-los."

## Secretaria de Estado

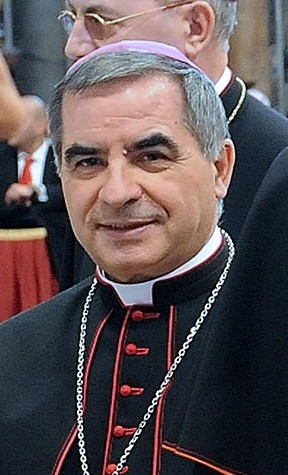
Imagem de Giovanni Angelo Becciu.

Em 10 de maio de 2011, o Papa Bento XVI nomeou-o Substituto para os Assuntos Gerais da Secretaria de Estado, em substituição de Fernando Filoni. O Substituto para os Assuntos Gerais reporta ao Cardeal Secretário de Estado. Ele geralmente se reúne com o Papa diariamente para lidar com assuntos da Cúria Romana  sua posição é comparável ao chefe de gabinete. Tinha sido descrito como "o trabalho mais complexo da Cúria Romana" e uma chave para "o sucesso ou o fracasso administrativo de um papado". Embora fosse visto como "um genial e eficaz diplomata", a sua nomeação foi incomum, porque não tinha experiência na Cúria.
Durante o conclave que se seguiu à renúncia de Bento XVI, foi responsável por dirigir o pessoal do Vaticano que garantiu a segurança e o sigilo dos seus procedimentos. Alguns meses depois de sua eleição como papa, Francisco nomeou um novo Secretário de Estado e confirmou a nomeação de Becciu como Substituto.
Em seu papel como Substituto, fala periodicamente em nome do Vaticano, abordando eventos específicos nas notícias, evitando que o papa se envolva em debates públicos. Quando o roubo de documentos sobre as finanças do Vaticano foi divulgados na imprensa, minimizou o fato de que eles demonstraram um desacordo entre funcionários da cúria. Escreveu em 2012 que "alguns criticam a natureza monárquica e absolutista do governo central da Igreja ", mas em seguida, fingem estar "escandalizados porque alguém escreveu ao papa exprimindo ideias ou até mesmo reclamações sobre como o governo é organizado. Muitos dos documentos publicados não revelam as lutas de poder ou vinganças, mas a liberdade de pensamento de que a Igreja é criticada por não permitir."
Em 23 de abril de 2016, foi agraciado com a Grã-Cruz da Ordem do Infante D. Henrique, de Portugal, por ocasião da visita do Presidente Marcelo Rebelo de Sousa a Itália.
Em dezembro de 2016, na discussão de reações da Exortação Apostólica Amoris Laetitia do Papa Francisco, sobre a pastoral de Católicos nos casamentos irregulares, disse: "eu não vou entrar em controvérsias, mas eu gostaria de reiterar os princípios que sempre foram ensinados na saudável tradição da Igreja: eu sinto que eu tenho o dever de lealdade de lhe dizer o que eu acho que quando uma decisão é tomada. Uma vez que ela é tomada, eu devo obedecer ao Santo Padre, totalmente."
Questionado sobre o Presidente dos EUA, Donald Trump, a fim de restringir a imigração em janeiro de 2017, ele disse: "Certamente não há preocupação, porque nós somos mensageiros de uma outra cultura, de abertura. O papa insiste sobre a capacidade de integração, (...) a capacidade de integrar as pessoas que chegam na nossa sociedade e cultura... Nós somos construtores de pontes, não muros. Os cristãos devem ser fortes em reafirmar essa mensagem."

## Delegação temporária
Em 2 de fevereiro de 2017, o Papa Francisco nomeou-o delegado pontifício para a Ordem Soberana de Malta, após uma disputa pública entre o papa e o Grão-Mestre da Ordem, Matthew Festing.

## Congregação para as Causas dos Santos
Em 20 de maio de 2018, no final de Regina caeli, Papa Francisco anunciou sua criação como cardeal no consistório de 28 de junho e em 26 de maio seguinte ele o nomeou prefeito da Congregação para as Causas dos Santos: permaneceu como substituto dos assuntos gerais da Secretaria de Estado até 29 de junho e assumiu a nova missão em 1º de setembro, substituindo ao Cardeal Angelo Amato.
Em 24 de setembro de 2020, o Papa Francisco aceitou sua renúncia ao cargo de prefeito da Congregação para as Causas dos Santos e aos direitos e prerrogativas do cardinalato: ele mantém o título de cardeal, mas deixa qualquer cargo na Cúria Romana e perde o direito de entrar em um futuro conclave. Becciu foi associado ao escândalo da compra de uma propriedade de luxo. Um polémico investimento de 200 milhões de dólares (mais de 175 milhões de euros) da Igreja Católica na compra de um edifício milionário em Londres através de um fundo liderado pelo empresário italiano Raffaele Mincione, em 2014.

## Julgamento e condenação
O cardeal Becciu foi acusado pelo Vaticano de desvio de dinheiro e lavagem, fraude, extorsão e abuso de cargo e foi a julgamento no dia 27 de Julho de 2021. Além dele, mais nove pessoas respondem por vários crimes financeiros, entre eles o antigo líder dos serviços financeiros do Vaticano e mais dois corretores italianos. 
Em 16 de dezembro de 2023, o cardeal foi condenado a cinco anos e meio de prisão efetiva num julgamento que durou cerca de dois anos e meio. O cardeal foi julgado por peculato, abuso de poder, corrupção e branqueamento de capitais.
Em causa está a compra de uma luxuosa propriedade londrina de 350 milhões de euros com recurso a dinheiro de doações dos fiéis.
Além do negócio imobiliário, Becciu também foi julgado por ter doado quantias avultadas a uma obra de caridade administrada pelo irmão.

O cardeal italiano torna-se assim no mais alto dignitário da Igreja Católica a ser condenado no tribunal do Vaticano.